# 고문간
고문간(高文簡,?~?)는 668년 고구려가 멸망하자 돌궐과 당나라로 이주한 유민이다.

## 생애
그는 돌궐의 카파간 카간 혹은 묵철가한(默啜可汗)의 사위가 되었으며, ‘고려왕 막리지(高麗王莫離支)’라 칭하여 졌다고 한다. 당 현종은 그를 좌위대장군 요서군왕(左衛大將軍遼西郡王)에 봉하기도 했다.

## 같이 보기
- 돌궐
- 묵철가한
- 고공의